# Saison 2013-2014 des Wizards de Washington
La saison 2013-2014 des Wizards de Washington est la 53e saison au sein de la National Basketball Association (NBA) et la 41e saison au sein de la ville de Washington D.C..

## Draft
| Tour | Choix | Joueur         | Poste | Nationalité | Provenance                          |
| ---- | ----- | -------------- | ----- | ----------- | ----------------------------------- |
| 1    | 3     | Otto Porter    | SF    | États-Unis  | Georgetown                          |
| 2    | 35    | Glen Rice, Jr. | SG    | États-Unis  | Rio Grande Valley Vipers (D-League) |

## Classements de la saison régulière
| Conférence Est | Conférence Est         | Conférence Est | Conférence Est | Conférence Est | Conférence Est | Conférence Est | Conférence Est |
| No             | Franchise              | Vic.           | Déf.           | MJ             | % V/D          | RV             |                |
| -------------- | ---------------------- | -------------- | -------------- | -------------- | -------------- | -------------- | -------------- |
| 1              | Pacers de l'Indiana    | 56             | 26             | 82             | 68,30 %        | -              |                |
| 2              | Heat de Miami          | 54             | 28             | 82             | 65,90 %        | 2,0            |                |
| 3              | Raptors de Toronto     | 48             | 34             | 82             | 58,50 %        | 8,0            |                |
| 4              | Bulls de Chicago       | 48             | 34             | 82             | 58,50 %        | 8,0            |                |
| 5              | Wizards de Washington  | 44             | 38             | 82             | 53,70 %        | 12,0           |                |
| 6              | Nets de Brooklyn       | 44             | 38             | 82             | 53,70 %        | 12,0           |                |
| 7              | Bobcats de Charlotte   | 43             | 39             | 82             | 52,40 %        | 13,0           |                |
| 8              | Hawks d'Atlanta        | 38             | 44             | 82             | 46,30 %        | 18,0           |                |
|                |                        |                |                |                |                |                |                |
| 9              | Knicks de New York     | 37             | 45             | 82             | 45,10 %        | 19,0           |                |
| 10             | Cavaliers de Cleveland | 33             | 49             | 82             | 40,20 %        | 23,0           |                |
| 11             | Pistons de Détroit     | 29             | 53             | 82             | 35,40 %        | 27,0           |                |
| 12             | Celtics de Boston      | 25             | 57             | 82             | 30,50 %        | 31,0           |                |
| 13             | Magic d'Orlando        | 23             | 59             | 82             | 28,00 %        | 33,0           |                |
| 14             | 76ers de Philadelphie  | 19             | 63             | 82             | 23,20 %        | 37,0           |                |
| 15             | Bucks de Milwaukee     | 15             | 67             | 82             | 18,30 %        | 41,0           |                |

| Division Sud-Est     | V  | D  | MJ | % V/D   | GB   | Dom   | Ext   | Div  | Conf  |
| -------------------- | -- | -- | -- | ------- | ---- | ----- | ----- | ---- | ----- |
| Heat de Miami        | 54 | 28 | 82 | 65,90 % | -    | 32-9  | 22-19 | 12-4 | 34-18 |
| Washington Wizards   | 44 | 38 | 82 | 53,70 % | 10,0 | 22-19 | 22-19 | 10-6 | 33-19 |
| Bobcats de Charlotte | 43 | 39 | 82 | 52,40 % | 11,0 | 25-16 | 18-23 | 6-10 | 30-22 |
| Hawks d'Atlanta      | 38 | 44 | 82 | 46,30 % | 16,0 | 24-17 | 14-27 | 8-8  | 28-24 |
| Magic d'Orlando      | 23 | 59 | 82 | 28,00 % | 31,0 | 19-22 | 4-37  | 4-12 | 17-35 |

## Effectif
| Effectif des Wizards de Washington 2013-2014 |
| --- |
| 1 Trevor Ariza • 2 John Wall (C) • 3 Bradley Beal • 4 Marcin Gortat • 7 Al Harrington • 9 Martell Webster • 13 Kévin Séraphin • 14 Glen Rice, Jr. • 17 Garrett Temple • 22 Otto Porter • 24 Andre Miller • 31 Chris Singleton • 35 Trevor Booker • 42 Nenê • 90 Drew GoodenEntraîneur : Randy Wittman |

## Transactions

### Résumé
| Arrivées Via draft - Otto Porter - Glen Rice, Jr. Via free agency - Eric Maynor Via transfert - Marcin Gortat - Al Harrington - Andre Miller | Départs Via transfert - Emeka Okafor Via free agency - A. J. Price |

### Transferts
| 25 octobre | Vers Washington WizardsMarcin Gortat Kendall Marshall Shannon Brown Malcolm Lee | Vers Phoenix SunsEmeka Okafor Premier tour de draft protégé 2014 | Vers Phoenix SunsEmeka Okafor Premier tour de draft protégé 2014 |
| 20 février | Vers Washington WizardsAndre Miller Second tour de draft 2014                   | Vers Denver NuggetsJan Veselý                                    | Vers Philadelphia 76ersEric Maynor Second tour de draft 2016     |

### Agents libres
| Arrivées         | Arrivées          | Arrivées                             |
| Joueur           | Date de signature | Ancienne équipe                      |
| ---------------- | ----------------- | ------------------------------------ |
| Cartier Martin   | 12 juillet        | Washington Wizards (renouvellement)  |
| A. J. Price      | 24 juillet        | Indiana Pacers                       |
| Martell Webster  | 29 août           | Minnesota Timberwolves               |
| Brian Cook       | 19 septembre      | Washington Wizards (renouvellement)  |
| Earl Barron      | 19 septembre      | Atléticos de San Germán (Porto Rico) |
| Steven Gray      | 19 septembre      | BK Ventspils (Lettonie)              |
| Shavlik Randolph | 19 septembre      | Piratas de Quebradillas (Porto Rico) |
| Jannero Pargo    | 1er octobre       | Atlanta Hawks                        |

| Départs         | Départs           | Départs                        |
| Joueur          | Date de signature | Nouvelle équipe                |
| --------------- | ----------------- | ------------------------------ |
| Roger Mason     | 3 août            | New Orleans Pelicans           |
| Morris Almond   | 19 août           | Red Star Belgrade (Serbie)     |
| James Singleton | 18 septembre      | Xinjiang Flying Tigers (Chine) |
| Othyus Jeffers  | 1er octobre       | Phoenix Suns                   |